# سرگئی گورنکو
سرگئی گورنکو (بلاروسی: Сяргей Віталевіч Гурэнка؛ زادهٔ ۳۰ سپتامبر ۱۹۷۲) بازیکن سابق فوتبال اهل بلاروس است. او اکنون در بلاروس مربی فوتبال است.
وی همچنین در تیم ملی فوتبال بلاروس بازی کرده‌است.